# Deppea inaequalis
Deppea inaequalis är en måreväxtart som beskrevs av Paul Carpenter Standley och Julian Alfred Steyermark. Deppea inaequalis ingår i släktet Deppea och familjen måreväxter. Inga underarter finns listade i Catalogue of Life.